# Argyrocosma albipunctata
Argyrocosma albipunctata là một loài bướm đêm trong họ Geometridae.